# Christian Ditter
Christian Ditter, né à Lahn-Giessen (Hesse) en 1977, est un réalisateur, scénariste et producteur allemand.

## Biographie
Christian Ditter grandit à Gütersloh, en Rhénanie-du-Nord-Westphalie. Il poursuit de 1997 à 1998 des études culturelles appliquées à l'université Leuphana (de) à Lunebourg puis, de 1998 à 2006, étudie la réalisation à l'Université pour la télévision et le film de Munich (Hochschule für Fernsehen und Film München).
Ses courts-métrages Verzaubert (2000) et Grounded (2003) remportent de nombreux prix dans plusieurs festivals nationaux et internationaux.

## Filmographie partielle

### Au cinéma

#### Scénariste et réalisateur
- 2000 : Verzaubert (court-métrage)
- 2006 : Français pour débutant (Französisch für Anfänger)
- 2009 : Le Club des crocodiles (Vorstadtkrokodile)
- 2010 : Les Crocodiles 2 (Vorstadtkrokodile 2)
- 2011 : Vic le Viking 2 : Le Marteau de Thor (Wickie auf großer Fahrt)

#### Réalisateur
- 2003 : Grounded (court-métrage)
- 2014 : Love, Rosie
- 2016 : Célibataire, mode d'emploi

### À la télévision

#### Réalisateur
- 2005 : Les Allumeuses (Schulmädchen) (4 épisodes)
- 2007 : Family Mix (Türkisch für Anfänger) (8 épisodes)

## Distinctions
- 2009 : Festival du film de Munich (Filmfest München) : section films pour enfants : meilleur réalisateur (prix Der weiße Elefant (de)) pour Le Club des crocodiles (Vorstadtkrokodile)